# Cryptocephalus gangaridus
Cryptocephalus gangaridus es una especie de insecto coleóptero de la familia Chrysomelidae.
Fue descrita científicamente en 1979 por Lopatin.